# Rhiniidae
Rhiniidae zijn een familie uit de orde van de tweevleugeligen (Diptera), onderorde vliegen (Brachycera). 

## Geslachten
De volgende geslachten worden bij de familie ingedeeld:
- Albaredaya Peris, 1956
- Alikangia Villeneuve, 1927
- Alikangiella Villeneuve, 1927
- Apollenia Bezzi, 1912
- Arrhinidia Brauer & Bergenstamm, 1892
- Beccarimyia Rondani, 1873
- Borbororhinia Townsend, 1917
- Cameranda Lehrer, 2007
- Chlororhinia Townsend, 1917
- Chlorrhynchomyia Townsend, 1932
- Cosiniella
- Cosmina Robineau-Desvoidy, 1830
- Cosminiella Zumpt, 1957
- Doljia Suster, 1953
- Ethioporhina Lehrer, 2007
- Eucosmina Malloch, 1928
- Euidiella Townsend, 1917
- Eurhyncomyia Malloch, 1926
- Fainia Zumpt, 1958
- Idiella Brauer & Von Bergenstamm, 1889
- Idiellopsis
- Idiopis
- Isomyia Walker, 1859
- Malayomyza Malloch, 1928
- Metallea Wulp, 1880
- Metalliopsis Townsend, 1917
- Pachycosmina Séguy, 1934
- Pararhynchomyia Becker, 1910
- Perisiella Zumpt, 1958
- Pseudorhyncomyia Peris, 1952
- Rhinia Robineau-Desvoidy, 1830
- Rhynchomyia Macquart, 1835
- Rhynchomyiopsis Townsend, 1917
- Rhyncomya Robineau-Desvoidy, 1830
- Rhyncomyiopsis
- Stomatorhina
- Stomorhina Rondani, 1861
- Strongyloneura Bigot, 1886
- Strongyloneuropsis Townsend, 1928
- Sumatria Malloch, 1926
- Synamphoneuropsis Townsend, 1917
- Thelychaeta Brauer & Bergenstamm, 1891
- Thelychaetopsis Seguy, 1949
- Thoracites Brauer & Bergenstamm, 1891
- Trichoberia Townsend, 1932
- Trichometallea Townsend, 1917
- Vanemdenia Peris, 1951
- Villeneuviella Austen, 1914
- Zumba Peris, 1951